# Bjorg Lambrecht
Bjorg Lambrecht (Gant, Bèlgica, 2 d'abril de 1997 – Rybnik, Polònia, 5 d'agost de 2019) fou un ciclista belga que va córrer amb a l'equip Lotto-Soudal U23. En el seu palmarès hi destaca la Ronda de l'Isard d'Arieja de 2016. Va morir a causa d'un accident durant la Volta a Polònia 2019.

## Palmarès
- 2015
  -  Campió de Bèlgica júnior en ruta
- 2016
  - 1r a la Ronda de l'Isard d'Arieja i vencedor d'una etapa
  - Vencedor d'una etapa a la Cursa de la Pau sub-23
- 2017
  - 1r a la Lieja-Bastogne-Lieja sub-23
  - 1r al Gran Premi Priessnitz spa i vencedor d'una etapa
  - Vencedor d'una etapa a la Ronda de l'Isard d'Arieja
- 2018
  - Vencedor d'una etapa al Tour dels Fiords

### Resultats a la Volta a Espanya
- 2018. Abandona (15a etapa)